# 沙沃纳
沙沃纳（法語：Chavenat，法語發音：[ʃavna]）是法国夏朗德省的一个旧市镇，属于昂古莱姆区。2016年，沙沃纳与临近的2个市镇合并为新市镇布瓦内拉蒂德。

## 地理
沙沃纳（45°27'21"N, 0°10'10"E）面积9.83 平方千米，位于法国新阿基坦大区夏朗德省，该省份为法国西部内陆省份，北起德塞夫勒省和维埃纳省，东临上维埃纳省，东南至多尔多涅省，南至多爾多涅省，西接滨海夏朗德省。
与沙沃纳接壤的市镇（或旧市镇、城区）包括：艾涅和皮佩鲁、沙尔芒、居拉、龙斯纳克、布瓦内拉蒂德、圣阿芒德蒙莫罗。

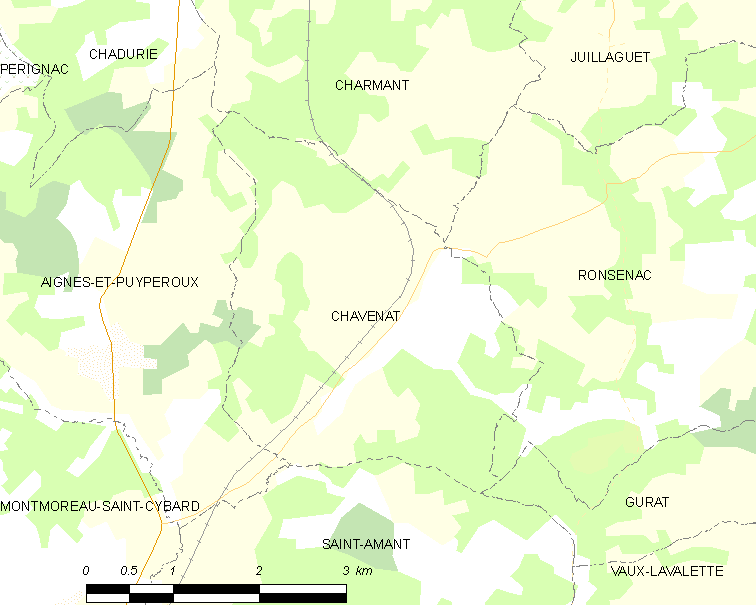
沙沃纳的OSM定位图

沙沃纳的时区为UTC+01:00、UTC+02:00（夏令时）。

## 行政
沙沃纳的邮政编码为16320，INSEE市镇编码为16092。

## 政治
沙沃纳所属的省级选区为蒂德-拉瓦莱特县。

## 人口

1962-2008年间沙沃纳人口变化图示

沙沃纳于2018年1月1日时的人口数量为183人。